# Huey Long
Huey Pierce Long, Jr. (30 d'agost de 1893- Baton Rouge (Estats Units) 10 de setembre de 1935), conegut pel malnom del Rei Peix (Kingfish en anglès), fou un polític americà representant de l'estat de Louisiana. Membre del Partit Demòcrata, fou conegut per les seves idees polítiques radicals i populistes. Fou governador de Louisiana entre 1928 i 1932 i senador per Lousiana entre 1932 a 1935. Fou assassinat a Baton Rouge l'any 1935. És un dels dos únics senadors que han mort assassinats, conjuntament amb Robert Fitzgerald Kennedy.

## Inicis
Nascut en una família de terratinents de classe mitjana, de seguida va haver de treballar per aconseguir els diners per poder finançar els seus estudis. Després de guanyar una certa quantitat de diners en activitats de petit comerç, va estudiar dret a la Universitat d'Oklahoma i després a la Universitat Tulane, graduant-se el 1921. Quan va començar la seva pràctica com a advocat a Baton Rouge, de seguida va aconseguir fama com a defensor d'agricultors pobres i de classe treballadora, tot formant una xarxa de contactes que més tard el va ajudar a entrar en el món de la política local.

## Governador de Lousiana
Usant de plataforma política el Partit Demòcrata, va concórrer a les eleccions primàries del partit per obtenir la candidatura demòcrata a les eleccions per a governador de Louisiana, l'any 1928. Per aconseguir aquesta nominació, es va aprofitar de la seva xarxa de contactes feta durant els anys de professió entre sindicats i associacions de camperols trencant el monopoli polític que estava en mans de les velles famílies de terratinents rics de Louisiana. Les promeses populistes de Long van atraure masses de camperols pobres que fins aleshores s'havien abstingut, o que fins i tot no s'havien registrat. Després de guanyar les eleccions a governador va llançar un gran programa d'obres públiques, utilitzant els fons estatals i federals, oposant-se a les famílies més riques de l'estat, el que de seguida li donà popularitat enfront una burgesia que perdia carisme. També implementà els llibres de text gratuïts a les escoles i un impost per a l'oli que provenia de la refineria de Baton Rouge.
L'any 1931, Long concep el projecte de presentar-se a les eleccions al Senat dels Estats Units. Gràcies a la seva gran popularitat a l'estat, va aconseguir guanyar les eleccions, però fou recriminat pels seus enemics polítics que no estaven d'acord que accedís a un lloc de senador sense renunciar al càrrec de governador. Aquest fet, provocà que Long usés la seva influència política per impedir als seus adversaris accedir a càrrecs públics. No fou, fins que el seu delfí Oscar K. Allen accedí a substituir-lo que Long acceptà deixar el càrrec.
Tot i el suport inicial de Long a Franklin D. Roosevelt, el propi trencaria amb el candidat probablement pensant en llançar la seva nominació per ser president dels Estats Units.

## Senador
Un cop és investit com a senador, i mentre medita la seva cursa presidencial, Long escriu Share Our Wealth (Compartim el nostre patrimoni) un programa polític en el que proposava mesures socialistes de redistribució de la riquesa d'empreses i particulars, mitjançant l'augment d'imposts i amb la finalitat de combatre la pobresa i la depressió conseqüència de la Gran Depressió
Ja en l'època de governador va aplicar programes d'ajuda a la pobresa a gran escala, sent acusat de populisme per posar èmfasi en les ajudes alimentàries i en lleis inviables, abans que pensar en una recuperació econòmica seriosa. Al Senat Long, que té el record del discurs més llarg a la cambra amb prop de 15 hores, va proposar la institucionalització d'un tribut a les rendes més altes, fixant 1% a aquelles fortunes que sobrepassessin un milió de dòlars, i fixant a partir d'aquí una progressió ascendent. La seva popularitat va anar augmentat, fins al punt que els seus propis companys demòcrates el veieren com un perill, inclòs el president Roosevelt, per a qui les propostes de Long s'estaven convertint en un perillós radicalisme populista i demagog, pel que ben aviat el va desautoritzar.
Per a estimular l'economia, les propostes de Long es basaven en la defensa de la inversió pública en educació, obres públiques, pensions de jubilació i altres programes socials. Fou un gran crític de les polítiques de la Reserva Federal dels Estats Units per a reduir els préstecs i donar suport els deutors empobrits, reclamant que cada individu tenia el dret a assumir els deutes que desitgés, sent el mateix deutor l'únic responsable si no hi podia fer front. Després de tres anys al Senat, i sense haver assolit suport polític, decideix tornar a Louisiana sense optar a la reelecció.

## Assassinat
Al nivell màxim de la seva popularitat, Long va atacar el poder judicial acusant-lo d'obstaculitzar els esforços del seu govern, i va sotmetre a votació la destitució del Jutge Henry Palsey. El gendre de Palsey, el metge Carl Weiss, decidí el 8 de setembre de 1935 visitar Long suposadament per demanar-li que reconsiderés la seva situació, però quan el va tenir a prop va treure una arma de foc i li va disparar. Els guardaespatlles reaccionaren immediatament, i dispararen 62 trets a Weiss, però ja era tard: Long moria dos dies després.